# Cinema
|  | No s'ha de confondre amb sala de cinema. |

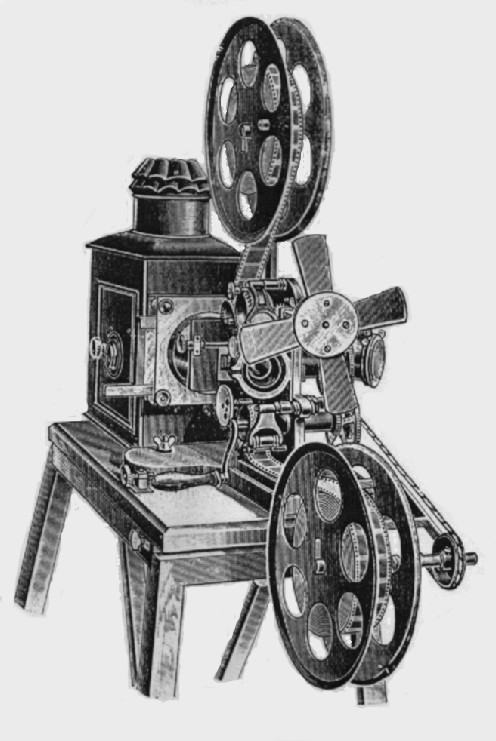
Projector antic

El cinema (del grec κίνημα, moviment), cínema, cine o cinematografia (de κίνημα, moviment, i γράφειν, gravar) és l'art de fer films cinematogràfics. Es tracta d'aprofitar la il·lusió de moviment produïda pel visionat d'imatges fixes, però que canvien molt ràpidament. En el cinema aquestes imatges es projecten sobre una pantalla en un ambient de penombra o foscor. Aquestes imatges fixes s'han enregistrat prèviament sobre una pel·lícula de cel·luloide, l'una a continuació de l'altra. En el cinema modern hom projecta les imatges fixes habitualment a una freqüència de 24 fotogrames per segon. L'esmentada sensació de moviment es genera al cervell de l'observador gràcies al fenomen de la persistència en la retina, la teoria de la qual va ser formulada per Peter Mark Roget el 1824.
Com que hi ha sis arts clàssiques, el cinema és considerat el Setè Art, terme introduït per Ricciotto Canudo el 1914. Segons ell, el cinema és «l'art plàstica en moviment que compendia totes les arts». Els principals centres de producció de pel·lícules actualment es troben a Hollywood i a Bollywood.

## Història del cinema

### Antecedents del cinema
El terme "cinema" és la forma abreujada del mot "cinematògraf", nom de l'aparell que va permetre de desenvolupar la tècnica i arts cinematogràfiques. No obstant això, el cinema no és fruit d'un invent, sinó d'una evolució constant al llarg de la seva història, i de la convergència de molts experiments pertanyents a segles passats. El cinema té molts antecedents tecnològics pertanyents a segles passats.
Les esferes xineses perforades es consideren un dels primers d'aquests antecedents. Es tracta d'objectes de metall amb perforacions que dibuixen imatges florals, d'animals o geomètriques. A l'interior de l'esfera es col·loca una espelma, constantment mantinguda en posició vertical gràcies a un sistema interior d'anelles, amb la qual s'aconsegueix projectar les ombres de les perforacions de l'objecte metàl·lic a les parets de qualsevol habitació a fosques.
El mirall màgic del Japó és un altre dels antecedents tecnològics del cinema. Consta d'una superfície polida i convexa sobre la qual es reflecteix una llum molt intensa, o potent, per després aconseguir la projecció de les diverses figures, gravades a la superfície de l'objecte, a la paret.
El primer precedent de projecció d'imatges en una pantalla són les ombres xineses, les primeres proves documentals de les quals daten del segle xi. Les figures bidimensionals es movien mitjançant filferros, tot projectant ombres acolorides sobre una pantalla tibada de paper o de seda. Les històries que s'hi explicaven es basaven en relats èpics orientals i en poemes hindús com el Ramayana i el Mahabharata.
Però l'antecedent més immediat del naixement del cinema es troba amb Étienne-Jules Marey l'any 1874 va ser el primer de desenvolupar una càmera que permetia captar imatges en moviment, el Cronofotògraf. Amb aquest s'obtenien dotze imatges en una placa giratòria que completava la seva revolució en un segon. Malgrat aquests fets, els pares o creadors del cinema més coneguts són els germans Lumière. Aquests, l'any 1895, van ser els que van inventar el Cinematògraf, un aparell que tenia la funció de càmera, copiador i projector a la vegada, per això és considerat el primer aparell qualificat de cinema.

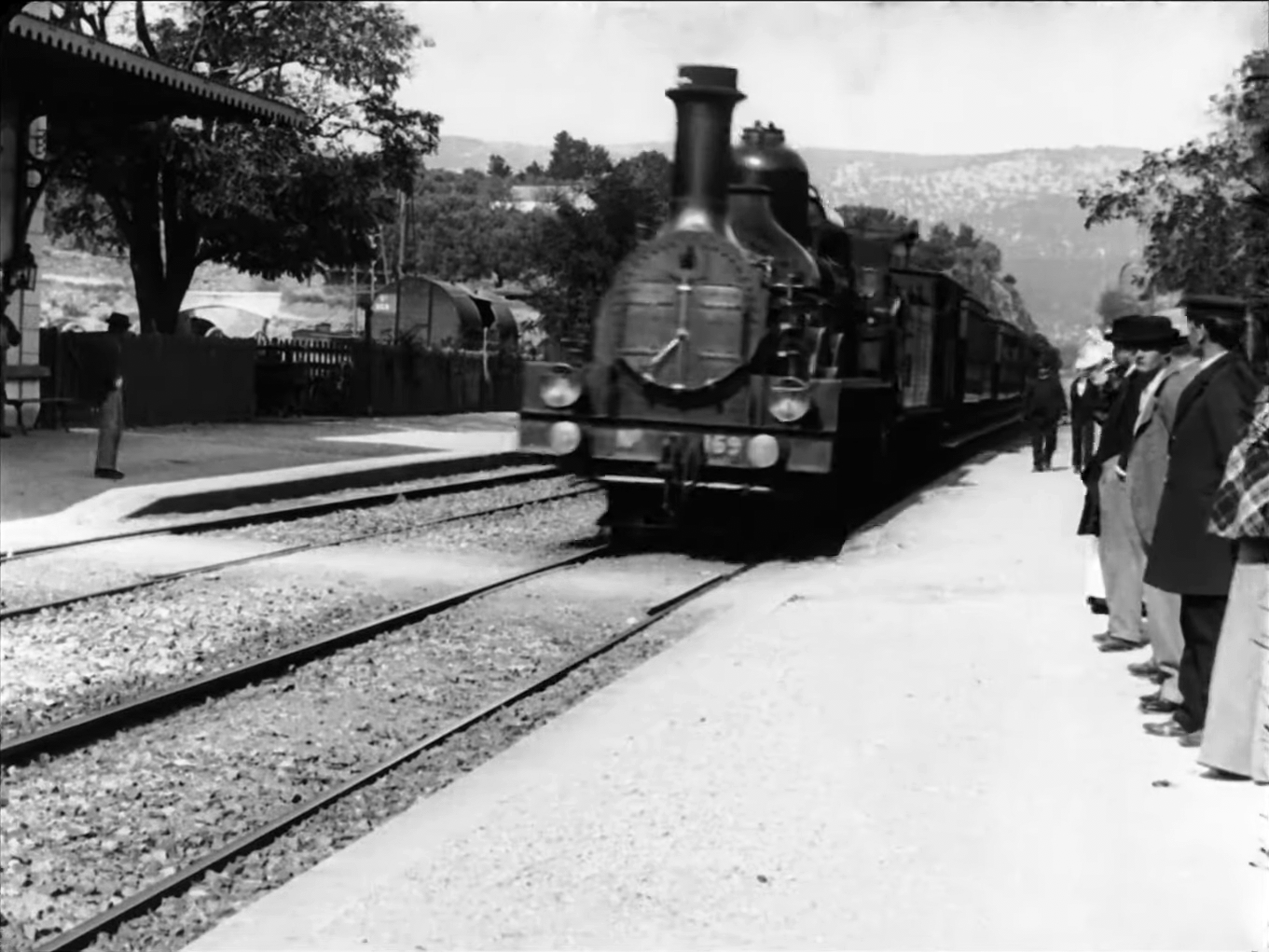
L'arribada d'un tren, 1895.

Els germans Lumière van produir tot un conjunt de curtmetratges que van tenir molt èxit. La primera projecció va ser a París l'any 1895, i portava el títol de La sortida dels obrers de la Fàbrica Lumière. Però la que es va fer més popular va ser L'arribada d'un tren, que també van produir els Lumière.

### Orígens d'elements del cinema a partir de l'art pictòric
Durant el segle xi, l'església es fa ressò de com van anar evolucionant les llengües derivades del llatí. Tot i això, l'església continuava recitant les misses en la seva llengua d'origen. A partir del segle xii, molts feligresos del nord de la península, de la zona dels Alps, van començar a tenir problemes alhora d'entendre al capellà que impartia la missa. Per això, l'única manera de crear un vincle directe entre el capellà i el feligrès era per mitjà de les imatges.
Una vegada van comprovar que a través de les imatges pintades de l'interior de l'església, els feligresos eren capaços de comprendre la missa sense necessitat d'entendre les paraules en llatí, l'església va començar a dotar-se d'alguns pintors perquè dibuixessin imatges que representessin fragments de la Bíblia. Així, es van començar a realitzar pintures romàniques, estil que es va estendre ràpidament per totes les cultures europees mediterrànies, travessant els Alps cap als països del Rin i endinsant-se per tota la península Ibèrica. Catalunya va ser una de les principals localitzacions en rebre obres d'aquest estil. Per això, pintures com el Pantocràtor de l'Absis de l'Església de Sant Climent de Taüll (1123), exemplifiquen el gran paper que van protagonitzar les imatges a l'interior de les esglésies. A través d'una pintura com aquesta, els feligresos comprenien que la figura que es trobava al centre la qual era la més gran, també resultava ser la més important. Per tant, sabien que aquesta era el personatge principal de la Bíblia, Déu.
La proposta d'explicar una doctrina per mitjà de pintures va anar evolucionant fins al punt en què aquestes imatges van començar a tenir certa animació. Pintures com l'Arcàngel de 6 ales de l'Absis de l'Església de Santa Maria d'Àneu (s. XI) són clau per entendre l'origen de la imatge en moviment i posteriorment d'alguns elements del cinema a partir de l'art. A través de components fortuïts com les espelmes que envolten l'altar de l'absis i el moviment de les flames d'aquestes que es reflecteix en la pintura, es crea un efecte d'animació en l'obra, on les 6 ales de l'Arcàngel semblava que haguessin adquirit moviment. Una característica rellevant d'aquestes pintures era la seva inversemblança, degut a les grans proporcions de Déu i la ubicació d'aquest al centre de la imatge. Per tant, eren pintures poc representatives de la realitat.
Així que a partir del segle xiv, pintors gòtics com Giotto di Bondone, van començar a adoptar un estil més versemblant. D'aquesta manera, es va mantenir la versemblança al llarg de l'evolució pictòrica exceptuant l'època dels -ismes avantguardistes que trenca amb la fotografia que vindrà posteriorment, carregada de realisme. Giotto a mesura que l'art pictòric, sobretot dins l'àmbit eclesiàstic, va començar a evolucionar, va trencar amb aquesta inversemblança a partir d'obres com Lamentació sobre Crist mort (1304), on Jesús ja no es trobava en el centre de la imatge, sinó que el representava en un dels laterals. Així que, en comptes de donar-li importància a través de la seva posició o mida, li va atorgar protagonisme per mitjà de les mirades de la resta de personatges, generant perspectiva. Per tant, va incorporar realisme a les seves obres pictòriques amb elements que no s'havien utilitzat fins aleshores.
Junt amb el naixement d'un moviment reivindicatiu com el Renaixement va sorgir un altre element, la profunditat, utilitzada per pintors com Jan Van Eyck en la seva obra El matrimoni Arnolfini (1434) de Jan Van Eyck (1390-1441). Jan van Eyck ja va inculcar la perspectiva a aquesta pintura, a través de la creació d'un punt de fuga situat al centre de la imatge, des d'on neixen les línies de fuga que marquen la perspectiva del quadre però també la profunditat d'aquest, que es veu reforçada per un joc subtil de llum. L'autor que va començar a treballar la llum amb més aprofundiment va ser Caravaggio. El pintor barroc no buscava la profunditat amb línies de fuga, sinó que la va aconseguir amb el volum dels cossos i sobretot amb llum combinada amb ombres, novetat anomenada clarobscur. D'aquesta manera, les imatges van guanyar molt realisme, per exemple en obres d'estil gòtic flamenc com Sant Enterrament (Caravaggio) (1602).
Per tant, a partir de l'art pictòric van començar a sorgir elements com la perspectiva, la profunditat i la llum que es mantindran fins al cinema, perquè són elements clau que es tenen en compte per a la composició i la posada en escena d'una representació. Aquestes idees ja les va posar de manifest Da Vinci amb pintures com La verge de les Roques (versió segona, 1506) on a més, juga amb els contrastos de colors càlids combinats amb els freds.
Tractant el camp de la representació escènica del moment. En The Globe (1599-1613 / 1614-1642) on es representaven les obres de William Shakespeare entre d'altres, va consistir en un escenari on es van desenvolupar les regles de composició que posteriorment es duran a terme en el cinema. És a dir, la representació es duia a terme en un escenari on els actors es col·locaven al mig, entraven a escena pels laterals i el públic que assistia se situava al voltant de l'escenari.
Tornant a l'àmbit pictòric, durant el segle xix, va sorgir un nou estil anomenat realisme i posteriorment idealisme. El realisme va ser l'últim pas de l'evolució pictòrica, eren pintures pràcticament perfectes sobre la realitat. Obres com La família de Carles IV (1800) de Francisco de Goya y Lucientes eren una representació plàstica de la realitat. Però justament quan es va aconseguir la realitat amb total versemblança, es va inventar la fotografia, art i tècnica amb la que només una màquina es podia copiar la realitat. La fotografia va provocar que molts pintors deixessin de pintar així que es va donar una crisi pictòrica a partir de la Primera fotografia (1826) de Nicéphore Niépce (1765-1833). En canvi, molts altres pintors van reaccionar i van començar a pintar la realitat d'una altra manera, trencant el camí cap a la versemblança i basant les seves obres en la irracionalitat.
Aleshores, van aparèixer molts moviments diferents, com el surrealisme, el futurisme, cubisme... Els anomenats “-ismes” avantguardistes. Malgrat que aquests “-ismes” van semblar molt trencadors, no ho van ser tant, perquè van seguir un cànon clàssic amb elements que van recuperar d'altres estils com en Guernica (1937) de Pablo Picasso (1881-1973), on es va tornar a utilitzar l'eix central, amb llum que impartia línies verticals i escenaris on els personatges representaven l'escena en el centre.
L'autor realment revolucionari en les arts plàstiques va ser Diego Velázquez (Barroc), considerat per molts autors com el primer cineasta de la història. A través de la llum, la perspectiva i el color, va crear un vincle amb l'espectador, fent que aquest participés en la història com en Las Meninas (1656) de Diego Rodríguez de Silva y Velázquez (1599-1660).
Quan comença el cinema, es col·loca la línia d'horitzó enmig (separant terra i cel) per influències de les arts plàstiques. Fins avui, aquesta línia d'horitzó sempre s'ha mantingut. En canvi, el punt de fuga (un dels conceptes d'art, concretament, de l'estil renaixentista) varia i es col·loca en un dels dos costats. Aquest canvi de fuga es dona perquè la càmera comença a adquirir moviment. Més endavant, encara podem trobar la línia d'horitzó enmig però el punt de fuga pot estar fora de camp, reflectint una mirada més contemporània del cinema.
Tota aquesta mena de deutes que té el món audiovisual amb les arts plàstiques es poden exemplificar amb pel·lícules com Mad Max (1979). En aquest film, tot i que la càmera està a peu de terra la línia horitzó continua estant enmig del quadre, igual que el punt de fuga, elements influenciats per les pautes més clàssiques de l'art.
Més endavant, alguns directors volien trencar amb aquestes pautes. Per exemple, al film The Thin Red Line (1998), durant la primera hora de pel·lícula, el director situa la línia d'horitzó per sobre del pla d'enquadrament, per tant crea una sensació visual d'estar constantment ajupit. Amb això, aconsegueix trencar amb la norma clàssica de la línia d'horitzó però a més, fa al públic partícip de la història.
The Great Train Robbery (1903), és considerat el primer western. És un film que respon al MRP: càmera estàtica, llum pròpia… S'intenta crear un vincle a partir de la sobreactuació dels personatges que entren pels laterals, l'acció transcorre al mig i finalment el pla d'un home disparant al públic, trenca amb tots els cànons neutres i serveix per causar un fort impacte emocional al públic, més enllà de fer-lo partícip. Aquesta idea es comença a desenvolupar en els anys 40 i s'aconsegueix que l'espectador s'endinsi en la història.
A la pel·lícula Dark Passage (1947) es crea un vincle amb el personatge a través d'un element diferent com és la càmera subjectiva, on el que veu el protagonista és el que veu l'espectador. D'aquí sorgeixen els plans seqüència, on l'espai i el temps articulat, és el recorregut real de l'espai i el temps, com en alguns fragments de Toy Story (1995).
Aquest tipus de treballs sobre l'emoció de l'espectador i el seu vincle amb el film, en el seu temps els va treballar Velázquez i posteriorment es van desenvolupar en fotografia.

### Invents i joguines
La base tant de la fotografia com del cinematògraf és la cambra obscura. Les primeres referències documentals són obra de científics àrabs i daten dels segles IX i xi. Així doncs la cambra obscura va ser creada inicialment per fins científics i s'utilitzava per observar eclipsis solars i no cremar-se els ulls. Però més endavant, a finals del segle xv, Leonardo Da Vinci li va trobar una altra utilitat. Aquest també l'utilitzarà per observar fenòmens exteriors no relacionats amb l'astronomia. Tanmateix la consolidació de l'invent va arribar al segle xvii, quan Giovanni Battista della Porta va publicar l'obra Magiae Naturalis. En vint volums hi descriu les bases per a crear un espectacle lluminós basat en la cambra obscura.
Un segle més tard, de l'ús de la cambra obscura sorgeixen les vistes òptiques que mostraven gravats de paisatges en perspectiva augmentant-ne la profunditat i el relleu per mitjà de l'ús de lents. Les primeres vistes òptiques van ser creades el 1788 pel retratista Robert Baker, el primer Panorama del qual va ser la vista de la ciutat d'Edimburg sobre un turó, una imatge que envoltava completament els espectadors. El 1822, el francès Louis-Jacques-Mandé Daguerre va crear el diorama que, a diferència del panorama, mostrava una imatge que variava d'aspecte a causa dels canvis que s'hi feien en la il·luminació frontal i posterior.
Però l'espectacle visual més popular abans que nasqués el cinema va ser la llanterna màgica. L'artefacte consistia en una capsa dotada d'un focus lluminós que projectava imatges pintades en un vidre sobre una superfície plana. Durant els segles xvii i xviii fou estudiada i difosa per tot Europa i els firaires la utilitzaven per fer-ne espectacles. El més cèlebre dels espectacles basats en la llanterna màgica van ser les fantasmagories, creades pel belga Étienne Robertson el 1790.
Durant el segle xix, les joguines òptiques van col·laborar a aprofundir en el fenomen de la persistència en la retina:
- El Taumàtrop, creat l'any 1825 per William Henry Fitton a Gran Bretanya. Es tracta d'un cercle de cartró, dibuixat per les dues cares i subjectat per uns cordills. En girar-lo ràpidament es barregen els dibuixos de les dues cares, i fan que es vegi un tercer dibuix complet gràcies a la unió dels dos altres dibuixos.
- El Fenaquistoscopi, creat l'any 1832 per Joseph Plateau a Bèlgica. A un disc es descomponen uns moviments, aquest disc conté tantes ranures com moviments dibuixats hi ha. Fent girar el disc sembla que les imatges prenguin moviment creant així una seqüència continuada.
- El Zoòtrop, creat l'any 1834 per William George Horner a Gran Bretanya. A unes bandes de paper longitudinal s'hi col·locaven uns dibuixos i es posava a l'interior d'un tambor de metall o cartró que disposava d'unes ranures verticals, a través de les quals podies observar els dibuixos en moviment mentre es feia girar el tambor.
- El Zoopraxinoscopi, creat el 1879, és un projector d'imatges que va ser inventat per Eadweard Muybridge. Aquest artefacte va ser important en el desenvolupament inicial de les pel·lícules cinematogràfiques, sent anterior al cinematògraf. Projectava imatges, que es trobaven en discos de cristall giratoris, gràcies a una ràpida successió per a aconseguir l'efecte de moviment. El primer projector disposava d'unes imatges pintades en el cristall com siluetes. Una segona sèrie de discos, introduïts entre el 1892 i 1894, utilitzava dibuixos perfilats, impresos en els discos fotogràficament i acolorits a mà. Aquelles imatges animades més complexes, incloïa múltiples combinacions de seqüències de moviments d'animals i humans.[16] Un dels usos més rellevants va ser aquell de projectar el moviment d'un cavall galopant per determinar si hi havia algun moment en el qual l'animal no toqués el terra.
- El Praxinoscopi creat l'any 1877 per Charles-Émile Reynaud a França. Es tracta d'un zoòtrop perfeccionat. El que en el zoòtrop eren les ranures en aquest aparell són miralls que reflecteixen les imatges de la banda creant una sensació de moviment més lluminós. Més tard, Reynaud va perfeccionar l'invent i va crear el praxinoscope-théâtre o teatre òptic.

### Pioners del cinema
La idea de voler capturar moviments a través de mitjans mecànics és molt antiga, trobem antecedents en la cambra fosca, o el taumatrop, per exemple. Thomas Alva Edison, inventor del llum incandescent i el fonògraf, l'any 1891 amb la invenció i patent del quinteoscopi (projector d'imatges) creat al seu laboratori per William Dickson, queda molt a prop d'inventar el cinema, però aquest permet funcions molt limitades.
Inspirant-se en aquest i integrant diversos invents i descobriments de l'època, com el rotllo de fotos d'Eastman, amb antics coneixements com la persistència retinal (consisteix que una imatge quan és capturada per la retina, queda fixa uns breus instants, en ocórrer això el cervell s'encarrega d'unir una imatge amb la següent, fins que s'aconsegueix la sensació del moviment), l'any 1895 els germans Auguste i Louis Lumière creen el cinematògraf, càmera i projector alhora. El 28 de desembre de 1895 se'n fa la primera projecció pública als espectadors del Salon Indien de París. S'hi projecten pel·lícules de 50 segons de durada, com La sortida de la fàbrica, L'arribada d'un tren a l'estació o El regador regat. En un dels seus primers films L'arribada d'un tren a l'estació, l'efecte d'una locomotora que semblava sortir de la pantalla va ser impactant. Però, de mica en mica, l'èxit inicial es va fonent, el públic comença a cansar-se de la monotonia de les pel·lícules, escenes quotidianes de la vida laboral i familiar.
Amb la màgia i la imaginació de Georges Méliès neix el cinema fantàstic. Méliès és el primer inventor de la ciència-ficció. Viatge a la Lluna (1902) i Viatge a través de l'impossible (1904) es troben entre les millors mostres de l'inventor dels trucatges. Un dels més habituals era fer desaparèixer coses o fer-les aparèixer de nou. Uns altres eren la sobreimpressió d'una imatge sobre una altra, les dobles exposicions o l'ús de maquetes.

### Altres pioners de la història del cinema
A més d'Edison, els germans Lumière i Méliès, hi va haver altres pioners en la història del cinema com:
- Charles Pathé: Prenent com a referència el cinematògraf dels germans Lumière, com així també el cinetoscopi d'Edison, va fabricar una càmera amb la qual va iniciar les seves produccions. Els seus experiments van consistir en l'afany de combinar el fonògraf amb el cinematògraf, però els resultats resultaven de mala qualitat i això va provocar que no tingués èxit. Després Pathé es va a vincular al camp empresarial del cinema, i per tant, es va desvincular dels aspectes artístics i creatius. Pathé Frères va ser la primera companyia a integrar les tres grans branques en què es divideix la indústria del cinema: producció, distribució i exhibició.
- Ferdinand Zecca: Es va desenvolupar dins de la companyia Pathé amb una activitat cinematogràfica molt diversa com a actor, guionista, director i decorador. Zecca aborda el cinema de fantasia, introduint, però, una tendència realista. El seu llenguatge cinematogràfic es torna àgil, els seus plans cinematogràfics ja no són plans generals sinó que comença a emprar plànols cinematogràfics més propers. El 1913 Zecca abandona la producció cinematogràfica per incorporar-se als serveis administratius i comercials i dirigir la construcció dels estudis Pathé a Berlín i Jersey City.
- Escola de Brighton: grup de fotògrafs que utilitzaven càmeres filmadores per experimentar. Descobreixen la fragmentació del relat i un temps més tard descobreixen la fragmentació de l'escena cinematogràfica, que és el que s'anomena "principi de muntatge". També descobreixen la varietat en els punts de vista en una mateixa acció. Són els primers a filmar una persecució en tres preses. Les seves produccions cada vegada són més comercials.
- Edwin S. Porter: La seva preocupació se centrà a explicar una història cinematogràfica més ben elaborada que les anteriors, amb major quantitat d'escenaris. La seva intenció era crear un relat que s'entengués per si mateix, ja que les pel·lícules fins aleshores eren acompanyades per un narrador. Descobreix el muntatge paral·lel, el muntatge simultani i fa intents de muntatge altern. Aquí s'hi troben les bases del cinema d'acció. Porter ofereix al públic un nou món de relacions: físiques i psicològiques.
- Alice Guy: Fou la inventora de la ficicó cinematogràfica, la primera persona del món en exercir l'ofici de direcció de cinema.[17] Va començar com a secretaria de Léon Gaumont, després d'uns anys Guy va passar a escriure guions i a dirigir pel·lícules per a la companyia Gaumont. El 1896 resenta la seva primer pel·lícula narrativa La fada de les cols, on combina imatges en moviment amb l'art teatral. Després d'uns anys, el 1906 va rodar La vida de Crist. Després de residir a Nova Jersey va construir un dels estudis cinematogràfics més ben equipats de la història. És considerada com la primera narradora de cinema, a més de ser la fundadora del cinema com a narració cultural. Va ser pionera en posar tintura a les seves pel·lícules perquè es veiessin en color i també en utilitzar tècniques de màscara de doble expressió i seqüències en retrocés.[18][19][20]

### Evolució del cinema

#### Cinema mut
Als inicis del cinema, les pel·lícules no constaven de so i imatge seguides a la pantalla, però això no vol dir que eren partidaris d'un silenci absolut.

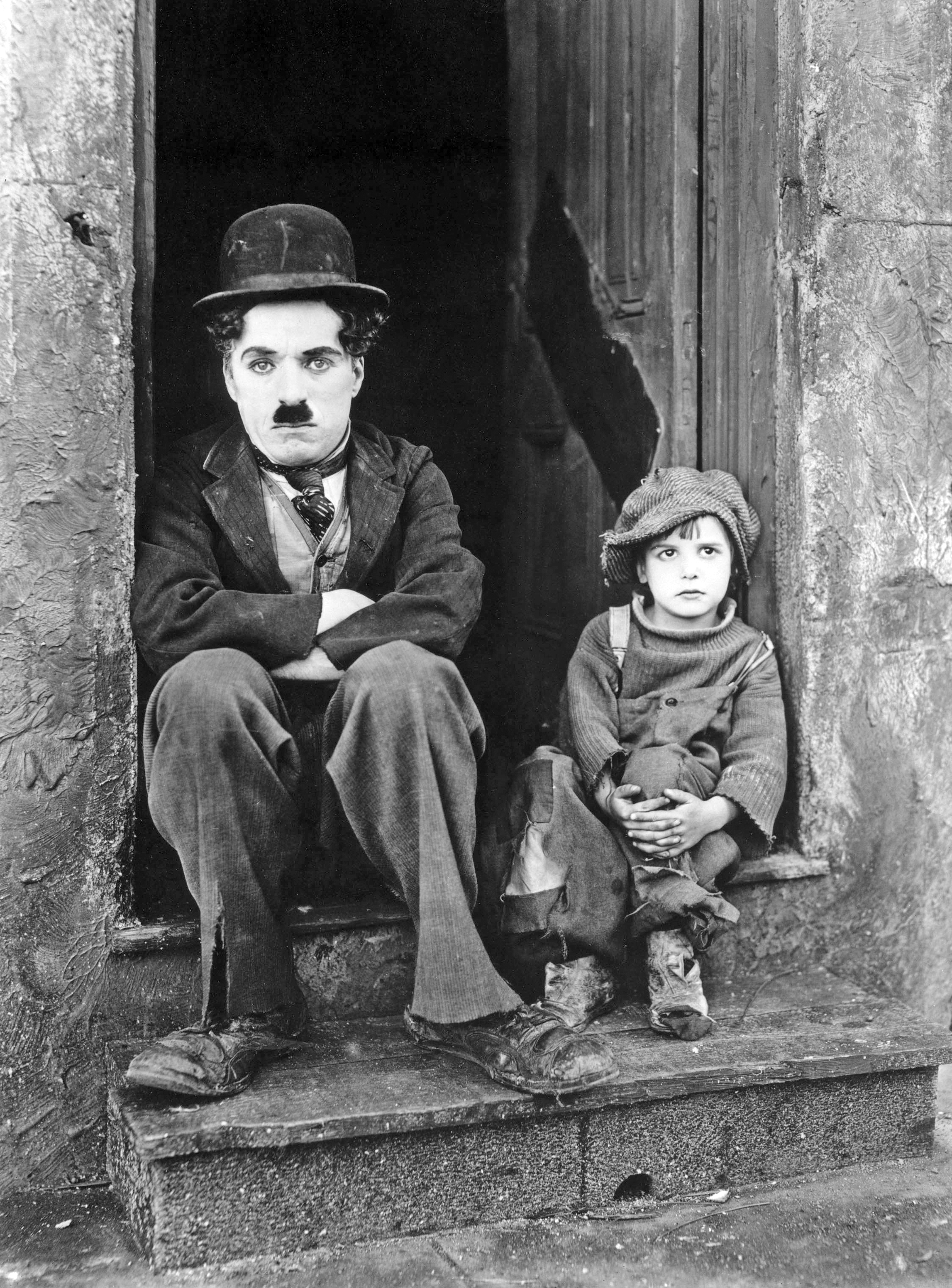
Charlie Chaplin, The Kid 1921.

La manca de tecnologia no va fer que no es poguessin veure les pel·lícules locals en teatres, òperes i fires, en les escenes cinemàtiques hi havia un espai on es constava amb les mesures per tocar el piano. Totes aquestes cançons eren variades igual que l'espai en el que s'emetien les pel·lícules i també l'elecció del so depenien de l'opinió del pianista de l'obra la qual es mostrava. Persones com Thomas Edison a finals del segle xix o els francesos Mèlies amb els primers intents, podrien considerar-se els pioners en aquest àmbit, però la història ha estat reservada per als Germans Lumière.

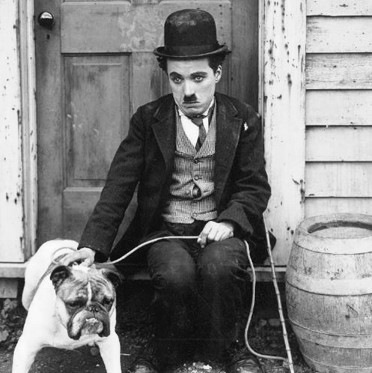
Charlie Chaplin, The Champion.

Els primers moments de l'evolució del cinema van ser coneguts com a “Períodes de silenci”. A mesura que els sons no van poder arribar als ajus públics, la comprensió de les pel·lícules es va dur a terme per la inserció de subtítols, amb l'objectiu de fer-los més clars per als que anaven a veure-la. Tot i l'absència de so, les classes altes van ser atretes per aquest àmbit de la cultura, es van fer reformes a la producció de pel·lícules, es va explorar el potencial d'aquest nou art però la projecció de la pel·lícula creada per Lumière no va utilitzar-se en totes les seves possibilitats.
Aquest descobriment va permetre ajustar la imatge i el so de forma sincrotitzada, pero les altes inversions del sector van destinar-se en la direcció de treball en el funcionament de la càmera i el muntatge de les escenes.
Als Estats Units les pel·lícules es van revelar per la seva vocació en la diversió, en contraposició a la tendència elitista d'Europa. Les primeres pel·lícules es mostraven a les fires amb la finalitat d'entretenir a l'audiència. El 1912 s'acaba el monopoli de la Motion Picture Association, començant així amb la indústria del cinema de Hollywood. Produccions com Intolerància i El naixement d'una nació es converteixen en un clàssic del cinema mut. Els autors més emergents van ser Charlie Chaplin, Buster Keaton i Harold Lloyd un trio de còmics de l'època del cinema mut.

#### Cinema sonor
A partir del 6 d'octubre de 1927 la indústria del cinema va presenciar un fet revolucionari per a la història del cinema l'aparició del cinema amb sonoritat.
The Jazz Singer és la primera pel·lícula parcialment rodada amb so i diàlegs sincronitzats. A partir d'aquest moment, el cinema canvia de manera radical, encara que es van seguir produint pel·lícules mudes per directors que opinaven que el cinema silenciós es valia per a ell mateix. Des de llavors, les comèdies musicals es van multiplicar.
La veu d'Al Jolson era la primera que es va sentir en un llargmetratge; va provocar un tro d'aplaudiments. En principi, Al Jolson no havia de cantar més que cinc cançons i entonar alguns temes religiosos. Pels productors, calia evitar absolutament el llenguatge parlat enmig dels cants; per aquest motiu, la història encara és explicada amb l'ajuda de cartrons i de subtítols.
La implantació de la veu i el soroll als films va coincidir amb un context històric difícil als Estats Units: El crac del 29. Així doncs molts dels ciutadans estatunidencs es trobaven al cinema per intentar fugir dels problemes quotidians i de la Depressió dels anys trenta que els perseguia. Davant aquesta demanda d'oci, Hollywood es dedicà a produir gèneres d'acord amb la situació i context en què es trobaven; fantasia, comèdies, musicals...per tal d'exhibir productes escapistes.
Aquesta innovació cinematogràfica va fer desaparèixer els intertítols, però també va significar un gran canvi pels actors: Molts d'ells van anar desapareixent a mesura que la seva veu –desagradable, ridícula o que no corresponia amb la seva aparença física- va anar sent reconeguda públicament. Així doncs, el cinema sonor no només va fer replantejar-se importants inversions, sinó que tècnics i cineastes van haver de canviar de forma de fer i pensar, alhora que actors i actrius van haver d'aprendre a vocalitzar correctament.

#### Cinema en color
Anteriorment es creia que l'any 1909, al teatre Palace-Varieté de Londres, es van projectar per primera vegada pel·lícules en color (el principal problema era que la tècnica creada per George Smith (cinemacolor), només utilitzava dos colors: el verd i el vermell -els quals es barrejaven de manera additiva-). Però en realitat, va ser l'any 1901 quan es va crear la primera pel·lícula en color de la història. Sense títol, va ser dirigida pel fotògraf Edward Turner i el seu mecenes Frederick Marshall Lee. La manera en què ho van realitzar va ser, rodar les escenes en blanc i negre, per després afegir-ne filtres verds, vermells i blaus. Finalment es creava unint el metratge original i els filtres en un projector especial.
Posteriorment, l'any 1916, va arribar el technicolor (procediment tricromàtic (verd, vermell, blau). El seu ús exigia una triple impressió fotogràfica, incorporació de filtres cromàtics i unes càmeres d'enormes dimensions). La primera peça audiovisual que es va realitzar completament amb aquesta tècnica va ser el curt de Walt Disney "Flowers and Trees", dirigida per Burt Gillett l'any 1932. Tot i així, el primer llargmetratge que es realitzarà amb aquesta tècnica serà la pel·lícula La fira de les vanitats (1935), de Rouben Mamoulian. Posteriorment, el technicolor es va estendre sobre tot en l'àmbit musical com a "El màgic d'Oz" o "Cantant sota la pluja, en pel·lícules de l'època com "Les aventures de Robin Hood" o a l'animació, la "Blancaneu i els set nans".

### Exhibició de les pel·lícules
Parlem de procés d'exhibició en el moment en què es comunica públicament la producció d'una pel·lícula. És l'última peça clau de la cadena, el moment en què es materialitza l'objectiu final de la indústria.

#### Introducció
La indústria cinematogràfica està diferenciada principalment en tres processos molt específics: producció, distribució i exhibició. A través d'aquests, el cinema desenvolupa la seva activitat principal centrada en la creació i la comercialització de pel·lícules.
Dins del naixement del cinema hi ha una gran varietat de tècniques i instruments. No obstant, la pel·lícula aviat es converteix en un producte diferenciat i desenvolupat per la resta de les indústries. Es tracta d'un producte que abraça elements propis d'altres formes d'expressió, com la fotografia i la música, ambdues considerades expressions artístiques.
El sector d'exhibició és el principal impulsor de la indústria cinematogràfica i bàsicament és el motor de desenvolupament. Les diferents fases en què les pel·lícules, en un principi venudes per metres, són exhibides davant d'un públic, determinen l'evolució que aquest sector ha experimentat fins a arribar a la seva condició actual. Aquest desenvolupament s'experimenta de manera diferent als Estats Units i a Europa, ja que, en aquesta darrera pateix un fort estancament a conseqüència de la Primera Guerra Mundial. Fet que, contràriament, eleva a la indústria nord-americana a una posició hegemònica que ostenta fins avui en dia.
El concepte actual d'exhibició cinematogràfica es troba definit a grans trets per l'acte de comunicació pública. Aquest es duu a la pràctica a una sala fosca, amb una pantalla il·luminada per un focus provinent d'un projector situat en el costat oposat, deixant al centre una sèrie de butaques en direcció a la pantalla. Tot ubicat en un lloc de gran complexitat amb nombroses sales d'idèntica fisonomia. A partir d'aquí es crea el concepte d'exhibició, el que avui en dia anomenem cinema i que en el seu moment va ser el nou espectacle de la imatge en moviment.

#### Origen de la indústria cinematogràfica
La indústria cinematogràfica és una indústria completa que emmarca des de la producció fins a la comercialització. La primera forma d'integració d'aquests tres processos té lloc amb els germans Lumière i la seva projecció al Salon indien du Grand Café, el desembre de 1895. Una sèrie de pel·lícules rodades per ells mateixos mitjançant el seu propi cinematògraf, que també els servia com a projector. És a dir, els Lumière són els primers a integrar producció i exhibició comercial d'una pel·lícula.
Per tant, l'origen del desenvolupament industrial del cinema s'atribueix sobretot al sector d'exhibició i al de distribució. Ja que a mesura que augmenta la demanda d'aquest tipus d'espectacle, augmenta l'evolució de la producció fins a afegir-se al màxim domini amb els altres dos sectors i amb la consolidació dels estudis de Hollywood.
Els antecedents del cinema els trobem en els parcs d'atraccions, les exhibicions ambulants i el vodevil. Tres tipus d'exhibicions que conviuen en el temps i evolucionen paral·lelament. Aquestes tenien la particularitat d'utilitzar-se com a escenari de presentació de la pel·lícula, i sovint es combinava amb altres espectacles. Entre aquests destaquen els negocis de la cadena Keith als Estats Units que comença amb la Vitascope d'Edison. També destaquen les cadenes Pantages i Orpheum, als Estats Units.
Amb tot això, el cinema encara no té un lloc específic dedicat a la seva disposició. És a dir, la idea de cinema encara no era concebuda com la coneixem al s.XXI, així doncs el concepte sorgeix a partir de la capacitat evolutiva del negoci.
Per tant, es va produir una evolució des dels tipus d'exhibicions fins al cinema. Aquest procés es va impulsar per dos motius: la creixent economia del país, estable durant la primera dècada del s.XX; i l'auge de població provocada per l'onada massiva d'immigrants, que s'instal·len a les grans ciutats, i ajuden a fomentar les formes d'espectacle de baix cost, com el cinema.
A França, el desenvolupament de l'exhibició està lligada inicialment a la projecció pública de pel·lícules, concretament a la xarxa de concessions que els germans Lumière posen en funcionament una vegada presentat el seu cinematògraf. Anteriorment, el cinetoscopi d'Edison ja s'havia instal·lat en algunes ciutats com París.
Més tard, s'inaugura a Lió “el primer cinema del món”, el 25 de gener de 1896. A partir d'aquest fet van haver altres obertures a Londres, Brussel·les, París, etc. El març del mateix any es presenta l'èxit del cinematògraf als Estats Units. On progressivament durant dècades s'impulsa la producció cinematogràfica a un altre nivell, potenciant la creació de noves pel·lícules per abastar a un gran nombre de sales.
A partir d'aquest moment comencen a sorgir grans produccions, i els estudis de Hollywood comencen a produir pel·lícules i a desplegar estratègies empresarials avantatjoses. En la dècada del 1930 i el 1940 la major part de les inversions (al voltant del 80%) es produeixen en el sector de l'exhibició.
Cal destacar The jazz singer (1927), el primer curtmetratge sonor produït per la companyia Warner Bros i estrenada a Broadway. Va marcar un abans i un després en la història del cinema.

#### La tecnologia digital
La tecnologia digital i el cinema en 3D han estat les grans novetats des de l'arribada de les pel·lícules sonores i el color. Antigament les pel·lícules de cel·luloide arribaven a les sales de projecció en diverses bobines metàl·liques; abans de portar les pel·lícules a la sala d'exhibició es feia el muntatge empalmant els rotlles i afegint la publicitat i els tràilers, procés que durava aproximadament una hora i mitja. El transport de les "llaunes" dels films es feia en un carret especial.
En la projecció digital la pel·lícula és un arxiu comprimit en format jpg 2000 (entre 90 i 150 GB) i arriba a la sala d'exhibició en un disc dur dins d'un maletí o via satèl·lit. El nou film es descarrega en un servidor central; l'arxiu està encriptat i només el mateix projector el pot desencriptar. En pocs minuts s'insereixen la publicitat i els tràilers. Des del servidor central es copia l'arxiu final al servidor del projector digital de la sala d'exhibició. La projecció té una qualitat de 2K (2048x1080 píxels de definició/fotograma) però ja se n'instal·len de 4K. La còpia digital no es desgasta a cada projecció, cosa que sí que passa en l'analògic, tanmateix el digital sembla que no iguala en profunditat de colors ni en definició a l'analògic.

#### El cinema 4D
Abans de l'aparició del 3D com a gran novetat del cinema des de l'arribada del sonor, alguns cineastes com William Castle o John Waters van intentar crear experiències cinematogràfiques encara més immersives pels espectadors a partir de la sincronització d'efectes com olors o moviments de les butaques amb les imatges projectades. Aquests avenços van acabar esdevenint els pioners del cinema 4D, un sistema de projecció que té com a principal objectiu la recreació de les condicions físiques de les imatges a la sala per tal de crear una experiència més immersiva i realista. Aquests efectes poden ser moviments de les butaques, olors, aigua, lents de 3D...
Des de l'aparició de la primera sala especialitzada en la projecció en 4D, The Sensorium al parc d'atraccions Six Flags als EUA, el cinema 4D ha anat evolucionant fins a aconseguir cada vegada formes més efectives de sincronitzar les imatges i els efectes per crear experiències més realistes. Encara que, actualment, aquest tipus d'entreteniment està més enfocat a la projecció de films curts a sales especials situades a parcs temàtics o d'atraccions, algunes empreses com CJ-CGV, una cadena de cinemes nord-coreana, han creat sales especialitzades en aquest tipus de cinema on es projecten llargmetratges comercials. Algunes pel·lícules com Avatar, Malson abans de Nadal o Viatge al centre de la Terra s'han projectat en aquest format. També es troben casos de pel·lícules escrites i dirigides exclusivament per ser projectades en 4D, com el cas de Captain EO, un film dirigit per Francis Ford Coppola, produït per George Lucas i protagonitzat per Michael Jackson, creat per projectar-se a una sala de cinema 4D al parc d'atraccions Disney World.

## Realització cinematogràfica

### Equip tècnic

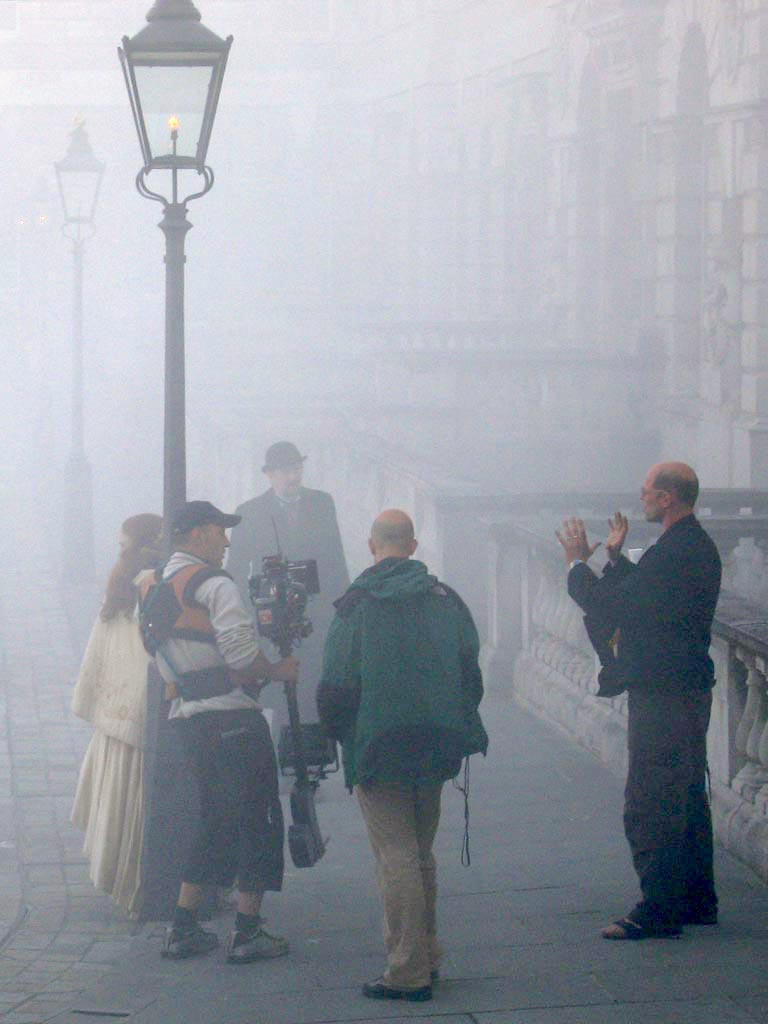
Equip de filmació en rodatge

Direcció: El director cinematogràfic és el professional que dirigeix la filmació d'una pel·lícula, el responsable de la posada en escena, donant pautes als actors i a l'equip tècnic, prenent totes les decisions creatives, seguint el seu estil o visió particular. Supervisant el decorat i el vestuari, i totes les altres funcions necessàries per a dur a bon terme el rodatge. Prèviament haurà intervingut en nombroses tasques, elaborant el guió tècnic i un storyboard amb l'assistència d'un dibuixant. Portarà a terme la selecció dels actors o càsting i dels altres professionals que integraran l'equip, escollirà els escenaris en els quals es rodarà la pel·lícula, ja siguin localitzacions naturals o decorats en estudi, i sol tenir també incumbencia en la redacció final del guió, en col·laboració amb el guionista. També formen part de l'àrea l'assistent de direcció i el denominat script o continuista. D'altra banda, treballa en conjunt amb el director d'actors.
Producció: El productor cinematogràfic és l'encarregat dels aspectes organitzatius i tècnics de l'elaboració d'una pel·lícula, complementant així la labor creativa del director. Està a càrrec de la contractació del personal, del finançament dels treballs i del contacte amb els distribuïdors per a la difusió de l'obra. Un productor que no té a càrrec aspectes tècnics sinó només legals i comercials es denomina en general "productor executiu". Si la seva tasca es limita a alguns aspectes puntuals del procés tècnic o creatiu, s'anomena "co-productor". També formen part de l'àrea el director de producció, el productor executiu i l'assistent de producció.
Guió: El guionista és la persona encarregada de confeccionar el guió, ja sigui una història original, una adaptació d'un guió precedent o d'altra obra literària. Molts escriptors s'han convertit en guionistes de les seves pròpies obres literàries i molts directors, sobretot fora de Hollywood, són també els seus propis guionistes. Dins del guió cinematogràfic es distingeixen el guió literari o cinematogràfic, que narra la pel·lícula en termes d'imatge (descripcions) i so (efectes i diàleg), i està dividit en actes i escenes, i el guió tècnic, que agrega a l'anterior una sèrie d'indicacions tècniques (grandària de plànol, moviments de càmera, etc.) que serveixen a l'equip tècnic en la seva tasca. També poden col·laborar amb el guionista altres escriptors (co-guionistes) o comptar amb dialoguistes, gent especialitzada a escriure diàlegs.
So: En rodatge, els encarregats del so cinematogràfic són el sonidista i els microfonistes. En la postproducció se sumen l'editor de so, el compositor de la música incidental i els artistes d'efectes sonors (foley) i de doblatge, per a generar la banda sonora original.

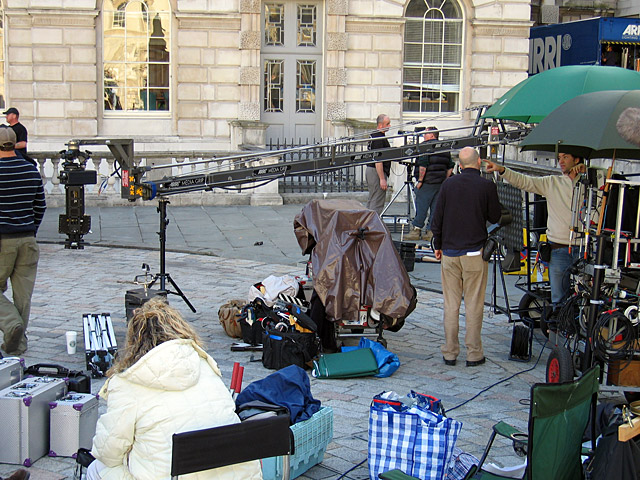
L'equip de fotografia treballant

Fotografia: El director de fotografia és la persona que determina com es veurà la pel·lícula, és a dir, és qui determina, en funció de les exigències del director i de la història, els aspectes visuals de la pel·lícula: l'enquadrament, la il·luminació, l'òptica a utilitzar, els moviments de càmera, etc. És el responsable de tota la part visual de la pel·lícula, també des del punt de vista conceptual, determinant la tonalitat general de la imatge i l'atmosfera òptica de la pel·lícula. L'equip de fotografia és el més nombrós i es compon, a més del director de fotografia, del camarògraf, el primer assistent de càmera o foquista, el segon assistent de càmera, el carregador de negatius, el gaffer o cap d'elèctrics, els elèctrics o operadors de llums, els grip o operadors de travelling o dolly, els estabilitzadors de càmera (steady cam) i altres assistents o aprenents.
Muntatge: El muntatge cinematogràfic és la tècnica d'acoblament de les successives preses registrades en la pel·lícula fotogràfica per a dotar-les de forma narrativa. Consisteix a escollir (una vegada que s'ha rodat la pel·lícula), ordenar i unir una selecció dels plans enregistrats, segons una idea i una dinàmica determinada, a partir del guió, la idea del director i l'aportació del muntador. El muntador avui dia treballa amb plataformes i programes professionals com Avid o altres mètodes de muntatge digital. Pot tenir un assistent i alhora sol treballar en conjunt amb el tallador de negatius, encarregat de realitzar l'armat de la primera còpia editada en film, basat en la llista de corts, generada pel sistema d'edició offline.
Art (Disseny de producció): L'àrea artística pot tenir un director artístic o diversos, si és necessari. En el cas d'haver-n'hi més d'un, aquests són coordinats per un dissenyador de producció, que està a càrrec de l'estètica general de la pel·lícula. Aquests directors tenen assistents i encarregats específics, com escenògrafs, encarregats de vestuari, modistes, maquilladores, perruquers, utillers i altres membres suplementaris com pintors, fusters o constructors. També depenen d'aquesta àrea especialistes en els efectes visuals i òptics que es realitzin en el rodatge, així com altres efectes realitzats durant la fase de postproducció.

## Aspectes tècnics
Des dels inicis del rodatge d'una pel·lícula fins a la seva conclusió i distribució, hi ha molts aspectes tècnics que cal tenir en compte.
Dos grans sistemes són possibles: 
- la pel·lícula convencional, amb elements sensibles de tipus químic, i
- els elements de suport usats en cinema digital

(Mentre no s'indiqui el contrari, els apartats següents fan referència al sistema convencional).

### Pel·lícula
Abans de començar a rodar és imprescindible escollir el suport fotogràfic que enregistrarà les imatges previstes.
La pel·lícula com a suport físic es presenta en diversos formats: 8 mm, 16 mm, 35 mm i 65 mm. Històricament hi ha hagut altres formats (9 mm, doble super8…). Els formats "super" indiquen les mateixes dimensions exteriors del fotograma però una àrea sensible (per a enregistrar la imatge) més gran. Hi ha els formats Super 8 mm, Super 16 mm i Super 35 mm. Com més gran és el fotograma més resolució i qualitat tècnica pot tenir la imatge final.
Pel que fa a la sensibilitat els graus disponibles varien entre ISO 50 i ISO 800. També es pot escollir el grau de resposta al color (baixa saturació, alta saturació) i el contrast (entre el blanc - exposició total a la llum- i el negre- exposició nul·la a la llum).
Un cop enregistrades les imatges cal processar la pel·lícula en un laboratori cinematogràfic. En funció del procés emprat el resultat final pot ser molt diferent. Les tècniques usades inclouen els diversos productes químics, el control de la temperatura dels banys, el temps dels tractaments i altres.

### Els filtres
En la filmació pròpiament dita poden usar-se diferents menes de filtres. Hi ha filtres de color, filtres que difonen la imatge i filtres que provoquen altres efectes.
Un cas particular és el dels filtres que provoquen l'anomenada "nit americana", que enfosqueixen les imatges rodades de dia de manera que semblen filmades de nit.

### Objectius fotogràfics
L'equivalent fotogràfic (i, per tant, cinematogràfic) de l'ull humà és l'objectiu de la càmera. El responsable de filmar una escena pot escollir entre diversos objectius. Cada objectiu té una distància focal, paràmetre que determina un angle de visió (que equival a una certa amplària de camp).
Els objectius amb una distància angular petita (relativa al format de la pel·lícula) s'anomenen "grans angulars" i ofereixen un camp de visió més ample que el de l'ull humà. Els objectius "normals" equivalen a l'ull humà (per al format de 35 mm tenen una distància focal de 50 mm). Els teleobjectius "augmenten" les dimensions de les imatges mentre que el camp visionat és proporcionalment més petit.
Pel que fa a la distància focal, hi ha objectius amb distància focal fixa i objectius amb distància focal variable (que es pot ajustar entre dos valors, inferior o superior; per exemple 35–150 mm). El sistema òptic, el dispositiu en conjunt i l'efecte produït es designen amb el nom de "zoom".
El diàmetre exterior d'un objectiu, la seva apertura, es relaciona amb la seva capacitat per a captar llum. Com més superfície té la lent, més llum pot captar i més llum pot impressionar l'emulsió sensible. (D'altra banda, a més apertura, més pes i embalum i un preu superior). Cada objectiu té un diafragma d'apertura que permet limitar el diàmetre efectiu de captació de llum.

### Focus i profunditat de camp
Igual que en fotografia (un film no és res més que una sèrie de fotografies), la distància focal d'un objectiu i l'obertura del diafragma incideixen en la profunditat de camp. La profunditat de camp és la zona en la qual les imatges queden enfocades de forma acceptable. Les imatges perfectament enfocades se situen en un pla però, per a cada objectiu (fixades la distància focal i l'obertura del diafragma) hi ha una certa distància des d'aquest pla (més propera a l'objectiu i més llunyana) en la qual les imatges es projecten amb nitidesa sobre la pel·lícula sensible. A major distància de l'objecte filmat, més profunditat de camp.
El concepte de "profunditat de focus" fa referència a la distància de la part sensible del fotograma amb relació amb l'objectiu. La profunditat de camp és de l'ordre de metres; la profunditat de focus és de l'ordre de fraccions de mil·límetre.
Com més petita és l'obertura de diafragma, més grans són la profunditat de camp i la profunditat de focus.
La profunditat de camp és una de les variables tècniques que pot usar-se al servei de les necessitats artístiques. Hi ha casos (per exemple, el del film Ciutadà Kane) en els quals hom va triar profunditats de camp molt grans. També hi ha molts exemples en sentit contrari (molts documentals sobre insectes i plantes, rodats en macrofotografia).

### Proporcions del fotograma
En un fotograma, la proporció entre la mida horitzontal i la mida vertical de la imatge (a vegades anomenada "relació d'aspecte", segons traducció directa de l'anglès) és un dels aspectes que cal considerar. Pot expressar-se en forma fracccionària, com una relació entre dos nombres enters (per exemple 4:3) o en forma decimal (1,33:1, sovint simplificada en 1,33).
Les proporcions d'un fotograma ofereixen efectes estètics diferents. Des del punt de vista històric el format dels fotogrames ha estat determinat per les decisions dels fabricants dels films sensibles. En l'època del cinema mut els formats anaven des de l'1:1 fins al 4:1 (Polyvision). Cap al 1910 la tendència era la de la proporció 4:3. Amb l'arribada del cinema sonor, amb la banda sonora de tipus òptic integrada en el film, l'espai disponible es reduí i les proporcions variaren (cap a un fotograma més "estret"). El 1932 s'adoptà l'estàndard de l'Acadèmia, d'1,37, basat en un engruiximent de la banda de separació dels fotogrames (la banda horitzontal que separa les imatges entre dos fotogrames consecutius).
Cap als anys 50 del segle passat, a partir de la popularització del Cinerama (un sistema de projecció particular), els sistemes convencionals anaren adoptant formats amb pantalles més amples per a competir amb el format de la televisió. De tots els sistemes inventats i patentats, el que ha perdurat és el sistema anamòrfic. Un mètode basat en la part òptica de les càmeres i projectors, que modifica les imatges a un format de proporcions 2:1 (Els objectius convencionals esfèrics projectarien les imatges a proporcions 1:1).
El primer sistema anamòrfic fou el Cinemascope (proporcions 2,35; originalment 2,55) usat des de 1953 fins al 1967. El sistema Panavision, una evolució de l'anterior, és el que domina actualment dintre dels mètodes anamòrfics.

### Enllumenat cinematogràfic
Inicialment una necessitat tècnica (cal que els objectes estiguin ben il·luminats per a poder enregistrar les seves imatges), l'enllumenat va demostrar que influïa decisivament en el llenguatge cinematogràfic.
Una mateixa escena, il·luminada de maneres diferents, és interpretada de forma diferent pels espectadors. La il·luminació determina en gran part la resposta emocional del públic quan contempla una pel·lícula.

### Moviments de càmera
Inicialment les càmeres cinematogràfiques no es movien del lloc de filmació, on romanien estàtiques del tot. Els únics que es movien eren els objectes.
En un primer pas, les càmeres (sense moure's del lloc) començaren a fer-se girar en sentit horitzontal, vertical i en moviments combinats.
Un altre progrés fou el de desplaçar la càmera de lloc, fent-la moure sobre carrils (de forma moderada, aproximant-la o allunyant-la de l'objecte; o de manera més sensible, sobre trajectes més llargs) o "penjada" de grues que permeten desplaçaments en tres dimensions.
En l'actualitat s'usen tota mena de procediments per a moure les càmeres de totes les maneres possibles.
Les càmeres s'han muntat en tota mena de vehicles, des d'automòbils fins a coets espacials.
També és freqüent la filmació "càmera en mà", solució que va millor el sistema d'estabilització Steadicam.
Càmeres fixades sobre animals salvatges, sobre vehicles de competició són exemples freqüents que poden observar-se cada dia.

### Decorats i plató
Els decorats al cinema han estat usats des del principi quan Meliès, expert en aquest apartat, rodava les pel·lícules sobre un fons pintat (sovint molt carregat i que causava imatges centrífugues) com si es tractés d'una obra teatral. Els següents en destacar en aquest apartat van ser els expressionistes alemanys que, a part de crear escenaris deformats respecte la realitat, van atrevir-se a pintar les pròpies ombres dels personatges a les parets per així contrastar més el joc entre llum i foscor. És obvi que el cinema al principi no tenia pressupost per a la creació de grans estudis amb plató però, al passar de la càmera estàtica als diferents moviments impulsats per Griffith i els directors de Hollywood, els decorats van ser cada vegada menys viables, només si es rodava en interiors. És per això que a partir de la dècada dels anys 30, els decorats queden en un segon pla, i només s'utilitzen en casos excepcionals, per a donar lloc a la gravació en plató o en escenaris reals.

### Efectes especials
Es poden classificar en:
- efectes creats a l'hora del rodatge
- efectes creats posteriorment al rodatge

Els efectes especials són un recurs tan vell com el cinema. Hi ha molts tipus d'efectes especials. Els primers exemples es poden veure en les obres dels pioners com Georges Méliès i altres.

#### Velocitat dels fotogrames
La velocitat de projecció o presentació de les imatges en moviment segueix uns estàndards determinat. En cinema 24 FPS (fotogrames per segon), en televisions americanes 30 FPS, a Europa 25 FPS,... Aquestes velocitats estan establertes i no varien.
A l'hora de filmar o de fotografiar la llibertat és total i, d'acord amb les velocitats de presentació constants, poden obtenir-se efectes variats.
Per exemple, si una càmera fa fotos cada minut durant 4 hores i la pel·lícula obtinguda es projecta a 24 FPS, les 4 hores es projectaran en 10 segons. Un dia a foto per minut es projecta en un minut. És el que s'anomena "càmera ràpida".
Contràriament, si el rodatge es fa a 94 FPS i es projecta a 24 FPS, l'acció es veu més lenta per l'espectador i s'anomena "càmera lenta".
La "càmera lenta" i la "càmera ràpida" són recursos tècnics que poden usar-se per a facilitar l'observació d'una determinada acció (amb finalitats científiques o no) però que sovint han estat emprats amb voluntat artística (la càmera ràpida de les pel·lícules còmiques mudes o la càmera ràpida d'algunes escenes d'acció, amb violència o sense).

#### Les funcions del "director de fotografia"
En les pel·lícules professionals, la persona responsable dels aspectes tècnics del rodatge físic (enregistrament de les imatges) és el director o directora de fotografia. Els aspectes inclouen l'enllumenat, la selecció de les càmeres i objectius, la composició, l'enquadrament, l'angle de filmació, els moviments de càmera, l'exposició, els filtres, la sensibilitat de la pel·lícula i altres.
Algunes de les decisions del director de fotografia cal prendre-les abans del rodatge, altres en fase de rodatge i altres després del rodatge.
Com a responsable d'un equip de professionals amb tasques molt diverses, a més d'estar qualificada tècnicament, la persona que fa de director de fotografia ha de saber manar i organitzar el treball.

## El muntatge
A partir de tot el material rodat, el responsable del muntatge final ha de triar les parts que interessen (tallant-les i separant-les dels rodets de rodatge "en brut") i muntar la pel·lícula definitiva (unint les parts seleccionades). En els inicis del cinema (i, en els temps actuals, en altres ocasions) el muntatge era una simple operació mecànica. Els mateixos pioners, però, s'adonaren de les possibilitats artístiques i dramàtiques que oferia aquesta fase del procés de filmació. Generalment, per una escena determinada hi ha diverses preses: algunes són simple repetició, en altres hi ha variació de l'angle de filmació, hi pot haver més d'una càmera que hagi filmat l'escena, etc. Això suposa que, a partir del material en brut, les possibilitats d'obtenir un original final a base de "retallar i enganxar" són molt grans.

## Llenguatge cinematogràfic[31]
Un cop acabada una pel·lícula, l'objectiu més important és (en principi) la seva projecció al públic en general.
L'acceptació d'un film per part del públic passa per fets relativament evidents. Entre altres coses el públic s'ho ha de passar bé (riure en les pel·lícules còmiques, plorar en les dramàtiques, passar por en les de terror, etc.), ha d'entendre l'argument i no ha de malinterpretar res del que vegi en la pantalla (s'entén "en contra de la intenció del director"; hi ha casos en què el director vol enganyar o desorientar).
Per a procurar que una pel·lícula sigui interpretada correctament hi ha una sèrie de normes generals que cal seguir obligadament, amb independència de l'argument, el director o altres variacions artístiques de lliure compliment.
Per llenguatge cinematogràfic s'entén el conjunt de normes generals que cal seguir perquè un espectador normal pugui contemplar una pel·lícula sense percebre cap anomalia.
L'anàlisi crítica del llenguatge cinematogràfic s'inclou dins de l'educació en comunicació.

## Gèneres cinematogràfics
En la teoria cinematogràfica, el gènere es refereix al mètode de dividir o classificar les pel·lícules en grups segons la seva temàtica, realització o aspecte. Aquests gèneres estan formats per pel·lícules que comparteixen certes similituds, tant en el terme narratiu com en la posada en escena.
- Cinema independent: una pel·lícula independent és aquella que ha estat produïda sense el suport inicial d'un estudi o productora de cinema comercial. El cinema d'indústria pot ser o no d'autor, mentre que el cinema independent ho serà gairebé sempre. Actualment existeixen molts països que no tenen una forta indústria del cinema, i tota la seva producció pot ser considerada independent.
- Cinema d'animació: és aquell on es fan servir majoritàriament tècniques d'animació. El cinema d'imatge real registra imatges reals en moviment continu, descomponent-lo en un nombre discret d'imatges per segon. En el cinema d'animació no existeix moviment real per a registrar, sinó que es produeixen les imatges individualment i una per una (mitjançant dibuixos, models, objectes i altres múltiples tècniques), de tal manera que en projectar-se consecutivament es produeixi la il·lusió de moviment. És a dir, que mentre en el cinema d'imatge real s'analitza i descompon un moviment real, en el cinema d'animació es construeix un moviment inexistent en la realitat.
- Cinema documental: és el que basa el seu treball en imatges preses de la realitat. Generalment es confon documental amb reportatge, sent el primer eminentment un gènere cinematogràfic, molt lligat als orígens del cinema, i el segon un gènere televisiu.
- Cinema experimental: és aquell que utilitza un mitjà d'expressió més artístic, desmarcant-se del llenguatge audiovisual clàssic, trencant les barreres del cinema narratiu estrictament estructurat i utilitzant els recursos per a expressar i suggerir emocions, experiències, sentiments, utilitzant efectes plàstics o rítmics, lligats al tractament de la imatge o el so. Es defineix d'acord amb el seu àmbit d'aplicació i recepció, ja que no sol tractar-se d'un cinema lligat a la indústria, i no es dirigeix a un públic ampli sinó específic, i comparteix a priori un interès per productes que es troben fora dels cànons clàssics.
- Cinema d'autor: el concepte de cinema d'autor va ser encunyat pels crítics dels Cahiers du Cinéma per a referir-se a un cert cinema on el director té un paper preponderant en la presa de totes les decisions, i on tota la posada en escena obeeix a les seves intencions. Sol anomenar-se d'aquesta manera a les pel·lícules realitzades basant-se en un guió propi i al marge de les pressions i limitacions que implica el cinema dels grans estudis comercials, la qual cosa li permet una major llibertat a l'hora de plasmar els seus sentiments i inquietuds en la pel·lícula. No obstant això, grans directors de la indústria, com Alfred Hitchcock, també poden ser considerats dins d'aquesta categoria.
- Cinema pornogràfic: també anomenat cinema porno o simplement porno i de vegades eròtic, és aquell en el qual explícitament es mostren els genitals mentre es realitza l'acte sexual i el propòsit del qual és el d'excitar a l'espectador.
- Cinema social: té com a components principals el realisme, el compromís social i la denúncia.[32] El seu objectiu és contribuir al canvi social per a un món amb més drets i llibertats. Ha estat un cinema que ha parlat sobre la realitat quotidiana dels treballadors i treballadores, però ho ha fet des de perspectives molt diferents, englobant des del cinema soviètic fins a el realisme cru dels germans Dardenne.[33]

## El cinema i la literatura[34]
El cinema és un art relativament jove i s'ha valgut de les altres arts per acabar de configurar-se. Un dels més evidents exemples és la influència que ha tingut la cinematografia de la literatura.

### La forma de narrar
Des d'un punt de vista narratiu, es pot dir que el cinema ha conegut dues etapes: l'anterior i la posterior a Griffith. Aquest, com a pare del llenguatge cinematogràfic tal com ho entenem avui dia, va comprendre que el cinema era una cosa que podia utilitzar-se per contar històries i que el model per contar aquestes històries no havia de buscar-se en el teatre (com proposava Méliès), sinó en la forma literària que Griffith i alguns dels seus contemporanis consideraven la més acabada forma narrativa: la novel·la vuitcentista, és a dir, la novel·la del segle xix.
Passava una cosa curiosa, i és que els intel·lectuals de llavors aplaudien una narrativa que, d'haver-se tractat d'una novel·la, haguessin rebutjat. Es donava aquesta situació perquè els intel·lectuals van comprendre, potser de manera intuïtiva, que no importava tant la forma, sinó el que s'expressava: "un art de la imatge, sense gran dependència del pretext en què es basava" [pàg. 16]
Així doncs, a partir de Griffith, el cinema es converteix en un llenguatge narratiu estructurat d'acord amb la forma de la narrativa del segle xix, en contraposició amb la successió d'escenes distribuïdes d'acord amb les lleis de l'espai que es regeixen per l'escena d'un teatre.
El nou llenguatge va permetre la possibilitat dels diferents plans, com posteriorment el moviment de la càmera i la profunditat de camp. Durant l'època de les avantguardes es va buscar trencar amb aquesta tradició literària que Griffith havia marcat mitjançant altres mitjans, fent pel·lícules que o no eren narratives o ho eren únicament mitjançant la relació d'imatges, al marge de la narració novel·lesca.
Molt més endavant, es va veure que el cinema no solament remetia a la literatura per la seva narració, sinó que també podia reinventar-la, redescobrir-la. Un exemple seria Nicholas Ray, qui en el seu We can't go to home again (1972) inseria frases escrites que es transformaven: primer canviant unes lletres per altres fins a convertir les paraules en unes altres de diferents. Això remet a una tradició literària que se centra en els jocs de paraules, els embarbussaments, la substitució de paraules pels seus sinònims, etc.
D'igual manera, va començar a implantar-se sobre les pel·lícules la idea d'ambigüitat, partint de novel·les escrites per Faulkner o pertanyents a l'etapa literària de Henry James. Així doncs, els directors van anar abandonant l'expressionisme i les seves formes per a mostrar una imatge pel que era; per citar al filòsof Parmènides: "El que és, és, i el que no és, no és ni pot arribar a ser." No obstant això, es presentava una certa ambigüitat en les imatges perquè, per què el subjecte es comporta d'una manera en comptes d'un altre? D'aquesta manera, totes (o la majoria de) les seqüències es convertien en una cosa denominada "temps morts".

### De la novel·la al guió
Novel·la i film empren eines diferents per narrar: les novel·les utilitzen les paraules, i les pel·lícules utilitzen les imatges. Llavors, on comença l'adaptació i on la creació d'una cosa nova?
Cal comprendre que les paraules, per si mateixes, fan textos, no novel·les; les imatges fan pel·lícules, no relats fílmics. El que fa una novel·la o un relat fílmic és la seva capacitat de poder organitzar la realitat (verbal o visualment) en escenes/seqüències narratives; la capacitat de relatar és la indispensable per a una obra, sigui fílmica o literària.
Ara bé, a l'hora d'adaptar una obra literària, es poden donar dos tipus de problemes: discordança amb el llenguatge i discordança del resultat estètic.
Els problemes d'equivalència amb el llenguatge es donen quan una obra literària no segueix el model narratiu de la novel·la vuitcentista que Griffith va institucionalitzar, partint de la narració de Dickens, i, per tant, no tinguin una correlació amb el llenguatge cinematogràfic. Aquests casos no són freqüents, però, quan es donen, requereixen la invenció d'aquesta correlació. El cinema d'avantguardes va ser l'únic que es va plantejar i va intentar resoldre aquest problema, però els projectes s'han convertit en rareses que no modifiquen el curs de la producció ni aconsegueixen convertir-se en un corrent paral·lel.
Els problemes d'equivalència del resultat estètic es donaven principalment perquè el cinema estava en constant evolució: havia de descobrir i evolucionar el seu llenguatge per poder igualar-se a les altres arts de narrar o representar, al mateix temps que havia de dur a terme descobriments tècnics amb els quals poder assolir més expressivitat (so, moviment, profunditat, realisme, etc.).
No obstant això, cada llenguatge, literari o visual, té les seves rareses i característiques pròpies que fa incompatible un paral·lelisme exacte entre tots dos. Les imatges tenen la virtut de poder transmetre tota classe de conceptes: valors, emocions, referències (a descripcions literàries, per exemple) i el mateix argument narratiu que narren. Cap altre mitjà pot transmetre les mateixes coses que una imatge, ni tan sols les paraules.
Vet aquí el quid de la qüestió: una equivalència en el resultat estètic és demanar-li a una imatge que produeixi el mateix efecte en l'espectador que les paraules farien en el lector. Per fer una adaptació fílmica, no és necessari replicar els mateixos recursos literaris, sinó aconseguir amb els propis un efecte semblant (perquè no sempre serà el mateix) al de l'obra literària original. Aquest és el principi base per a una adaptació fílmica adequada, independentment de la seva fidelitat: no sempre les millors adaptacions són les més fidels; tot es redueix a l'enfocament i tractament del director.